# Aorta
Aorta é a maior e mais importante artéria de todo o sistema circulatório do corpo humano. Dela se derivam todas as outras artérias do organismo, com exceção da artéria pulmonar. A aorta se inicia no coração, na base do ventrículo esquerdo, e termina à altura da quarta vértebra lombar, onde se divide nas artérias ilíacas comuns. Ela leva sangue oxigenado para todas partes do corpo através da circulação sistêmica.

## Divisões da Aorta
A artéria aorta pode ser dividida em 5 partes:
- Aorta ascendente: É uma pequena porção desta artéria, que se inicia com a raiz da aorta (esta por sua vez comunica-se com o ventrículo esquerdo do coração), e segue até a altura do ângulo esternal, onde se inicia o arco da aorta. São ramos da aorta ascendente as artérias coronárias direita e esquerda.[2]
- Arco da aorta (ou arco aórtico): É o trecho da aorta no qual seu trajeto muda de ascendente para descendente. Neste trecho. o tronco braquiocefálico, a artéria carótida comum esquerda e a artéria subclávia esquerda se originam.[2]
- Aorta descendente: A porção terminal da aorta, vai do arco da aorta até seu final.[2]
- Aorta torácica: Vai do arco da aorta até aproximadamente o nível da 12ª vértebra torácica, onde atravessa o hiato aórtico do diafragma e se torna a aorta abdominal. Emite vários ramos, classificados em parietais e viscerais.[2]
- Aorta abdominal: inicia-se no nível da 12ª vértebra torácica e termina à altura da quarta vértebra lombar, quando se divide nas artérias ilíacas comuns direita e esquerda. Durante seu trajeto, possui várias ramificações, que também podem ser divididas em ramos parietais (artérias frênicas inferiores, lombares, ilíacas comuns e sacral mediana) e viscerais (artérias suprarrenais, renais, gonadais e tronco celíaco, artérias mesentéricas superior e inferior).[2]

## Características
A aorta é uma artéria bastante elástica. Quando o ventrículo esquerdo se contrai para forçar a saída do sangue em direção à aorta, ela se expande. Essa distensão proporciona energia potencial que irá ajudar a manter a pressão sanguínea durante a diástole, já que durante este tempo a aorta se contrai passivamente.